# Kaja (nazwisko)
Kaja – polskie nazwisko pochodzenia tureckiego.
Kajowie pochodzą z XVII-wiecznej Turcji. Zostali sprowadzeni do Polski przez senatora Marka Matczyńskiego jako jeńcy wojenni wzięci do niewoli po Bitwie pod Wiedniem w 1683 roku. Byli cenieni za znajomość koni. Ich nazwisko po turecku oznacza „Twardy”.  Na początku lat 90. XX wieku w Polsce nazwisko to nosiło 701 osób.

## Osoby noszące to nazwisko
- Barbara Kaja – pedagog, psycholog
- Florian Kaja – nauczyciel
- Henryk Kaja – pedagog, psycholog
- Jan Kaja – malarz, grafik, fotograf
- Jan Kaja – politolog, ekonomista
- Justyna Mojsa-Kaja – psycholog
- Robert Kaja – rzeźbiarz, plastyk
- Ryszard Kaja – malarz, grafik, scenograf
- Stefania Kaja – ceramiczka, malarka, ilustratorka
- Stefania Kaja-Bilańska – malarka, poetka
- Zbigniew Kaja – grafik, scenograf, plakacista